# Arboricolonus
Arboricolonus is een monotypisch geslacht van schimmels uit de orde Mycosphaerellales. Het bevat alleen de soort Arboricolonus simplex.